# Chiropetalum astroplethos
Chiropetalum astroplethos är en törelväxtart som först beskrevs av John William Ingram, och fick sitt nu gällande namn av Radcl.-sm. och Rafaël Herman Anna Govaerts. Chiropetalum astroplethos ingår i släktet Chiropetalum och familjen törelväxter. Inga underarter finns listade i Catalogue of Life.